# Gogol Premier
Pour les articles homonymes, voir Gogol.
Jacques Dezandre, dit Gogol Premier, est un chanteur de punk rock français, né le 10 août 1957 dans le 14e arrondissement de Paris.

## Biographie
Gogol Premier, appelé souvent le Papunk ou Maître[réf. nécessaire], se produit sur scène avec différents groupes : La Horde à partir de 1982, avec notamment le guitariste Patrice Diaw (alias Crawa) et une certaine Catherine Machette ; et Les Électrodes à partir de 1984, avec Martial à la batterie (remplacé en cours de tournée par Cambouis, actuellement batteur de La Souris déglinguée), Jean-Paul Corréa à la guitare et Gangster à la basse.
Le premier disque, Vite avant la saisie, de La Horde sort en novembre 1982 chez New Rose (Patrick Mathé et Laurent Thévenon). Le groupe se compose alors de Gogol Premier (Jacques Dezandre), Patrice Diaw, Denis Diaw et Richard Alexandre ; le management est assuré par Anne-Marie Monville et le secrétaire particulier de Gogol Premier est Alain Couvé, de novembre 1982 à janvier 1984. Gogol chante alors sur scène en soutane, ce qui fait naître une rumeur – infondée – le présentant comme un ancien séminariste. Le chanteur joue lui-même volontiers à l'époque des multiples rumeurs fantaisistes à son propos, qui le présentent comme un séminariste devenu fou à la suite d'un accident de la route ou qui prétendent qu'il aurait causé la mort de deux spectateurs en lâchant une moto – voire une tronçonneuse – dans le public, et qu'il écrase des poussins sur scène.
En 1983, Gogol Premier et la Horde apparaissent dans le film de Claude Berri Tchao pantin. On peut aussi voir Michel Paul, leader des Porte-Mentaux. Gogol y joue son propre rôle au Gibus. Les chansons utilisées dans le film sortent sur l'album Hencor’Pir.
Gogol Premier apparaît en 1989 dans l'émission Ciel mon mardi de Christophe Dechavanne, avec Bérurier Noir et Les Garçons Bouchers, puis dans la programmation de la Web-Tv alternative Addict-Tv où il développe sa propre émission.
Le 19 décembre 2004, Gogol se produit sur scène, donnant un concert à la Loco à Paris. Depuis il se produit régulièrement, avec de nouveaux musiciens, dont Michaël Zurita des Satan Jokers. Le 1er février 2007, Gogol écrit une lettre ouverte à Ségolène Royal, alors candidate à l'élection présidentielle, pour l'interpeller sur la situation des artistes en France.
Il se présente en candidat libre à l'élection présidentielle de 2012 et présente son programme chez Jean-Luc Delarue dans l'émission Ça se discute.
Il se fait remarquer grâce à ses titres aux textes provocateurs comme J'encule, le titre ode à l'anarchie le plus connu du « maître sans maître » ; ses thèmes de prédilection sont la religion en général avec Et si Dieu n'était pas un sujet sérieux, la politique avec Mai 88, etc. Les concerts de Gogol se veulent comme des « happenings anarcho-mystiques » où le public est invité à réaliser ses fantasmes sur scène dans la joie et la folie. 
En 2019, il attaque le film La Lutte des classes pour plagiat.
En 2020, il prépare une nouvelle tournée et publie un teaser live à l'attention des organisateurs de spectacles et des programmateurs de salles.

## Discographie
| Titre | Année | Informations complémentaires |
| --- | ----- | --- |
| Vite avant la saisie                                                                                      | 1982  | Cet album a connu un premier tirage de 10 000 exemplaires sur le label New Rose. En 1983, il est repressé avec l'ajout « déconseillé aux personnes sensibles » sur la pochette[réf. souhaitée]. |
| Ce que je veux faire quand je serai grand                                                                 | 1983  | Accord/Musidisc. Est également sorti un single avec ce morceau (1er de l'album) et La bombe |
| Hencor'pir'                                                                                               | 1983  | Comporte des titres utilisés sur la bande son du film Tchao Pantin. |
| Les Affres de l'angoisse                                                                                  | 1984  | Avec les Mau-Maus |
| Les Femmes de quarante ans / Bambula rock                                                                 | 1984  | Single |
| Hencor'pir - Vite avant la saisie                                                                         | 1984  | Version CD des deux premiers albums. |
| Fais pas le mâle Johnny / Interview (par Patrick Eudeline)                                                | 1985  | Single |
| Travail, famille, patrie / La passion inhumaine de St Gol                                                 | 1986  | Single Accord/Musidisc. |
| Le Retour de la Horde                                                                                     | 1986  | La chanson Mais qui va nous faire marrer rend hommage à Coluche. |
| Voila des paroles faciles à comprendre / Je bois et je suis le roi                                        | 1986  | Single Accord/Musidisc. |
| Pénétrez                                                                                                  | 1986  | |
| La Suisse à genoux                                                                                        | 1987  | Double album live |
| Ma vie est triste à mourir / Cent millions d'amis                                                         | 1987  | Single Musidisc sans pochette |
| Poète, prophète, barbare                                                                                  | 1987  | |
| Ennemi public n°1                                                                                         | 1989  | |
| Et si Dieu n'était pas un sujet sérieux / Croix des bois, crâne de fer, ah ! si tu tues, tu iras en enfer | 1990  | Accord/Musidisc. Nombreux passages en radio, ce qui permet au groupe d'élargir son public au-delà de la scène alternative.                                                                      |
| Les Années Kaos                                                                                           | 1990  | |
| Sous les pavés… le feu                                                                                    | 1992  | |
| Apocalypse                                                                                                | 1996  | |
| La Planète des dingues                                                                                    | 1996  | |
| Électrochoc                                                                                               | 2000  | |
| Point G                                                                                                   | 2001  | Live. |
| |       | |
| Cyber G1                                                                                                  | 2003  | |
| Gogol Premier fracasse la Tannerie                                                                        | 2004  | Live. |
| Piraté !                                                                                                  | 2004  | Live à L'Ouvre-Boîte, Beauvais, enregistré le 13 décembre 2003. |
| Chansons dangereuses                                                                                      | 2005  | CD + DVD |
| Dernière Croisade                                                                                         | 2008  | Tournée captée sur un album live et un DVD-vidéo. |
| Kabaret Punk                                                                                              | 2012  | |
| Medium | 2016  | Album |